# Laurens Pieter van de Spiegel

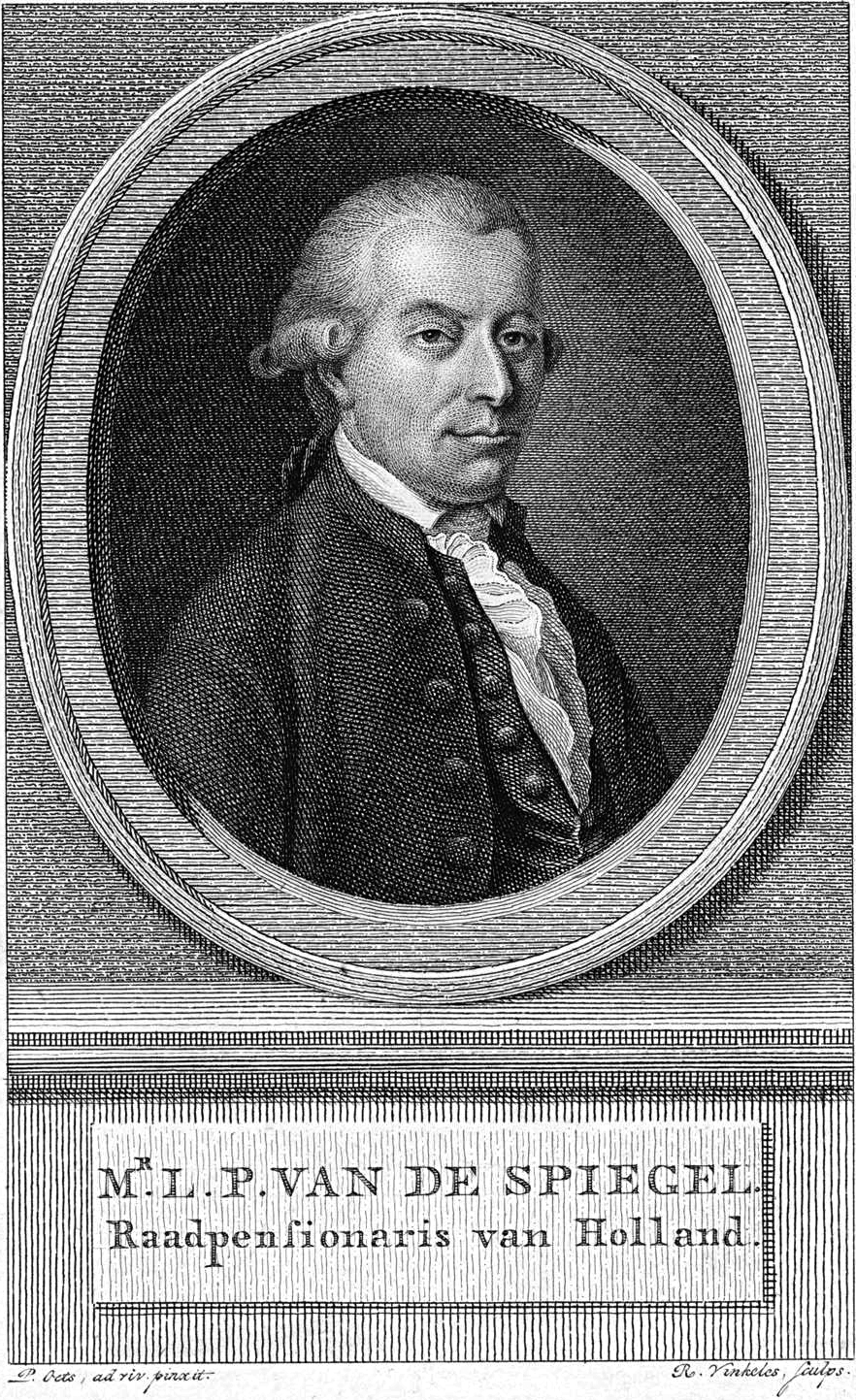
Laurens Pieter van de Spiegel

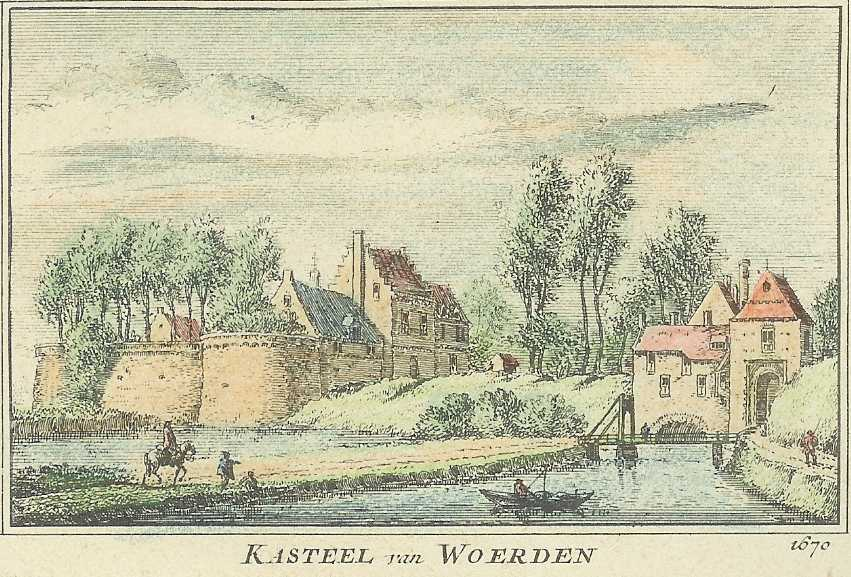
Kasteel te Woerden

Laurens Pieter van de Spiegel (Middelburg, 19 januari 1737 - Lingen, 7 mei 1800) was in zin tijd een vooraanstaand rechtsgeleerde en raadpensionaris van Zeeland (1785-1788) en van Holland (1788-1795).

## Familie
De familie Van de Spiegel kwam oorspronkelijk uit Vlaanderen en was om godsdienstige redenen naar Zeeland getrokken. Op jonge leeftijd verloor Laurens Pieter van de Spiegel zijn ouders. Hij ging naar de Latijnse School in Middelburg en studeerde daarna letterkunde, filosofie en rechten in Leiden. In 1758 promoveerde van de Spiegel in de rechten.
Laurens Pieter van de Spiegel was getrouwd met Digna Johanna Ossewaarde (1741-1813). Uit dit huwelijk werden acht kinderen geboren, onder wie:
- jhr. mr. Cornelis Duvelaer van de Spiegel (1771-1829), getrouwd 1) met Margaretha Jacoba van der Hoeven (†1816) en 2) Aletta Jacoba van der Hoeven (zus van de eerste echtgenote). Hij was van 1814 tot 1815 lid van de Provinciale Staten van Zuid-Holland en van 1815 tot 1829 lid van de Tweede Kamer der Staten-Generaal. Cornelis Duvelaer van de Spiegel werd op 16 september 1815 in de Nederlandse adel verheven.

## Leven en werk
Van de Spiegel maakte al op jonge leeftijd carrière in het Zeeuwse openbaar bestuur. In 1759 werd hij benoemd tot secretaris van Goes, in 1768 trad hij toe tot de raad van de stad en werd hij burgemeester. In zijn vrije tijd studeerde hij verder. Later werd hij raadpensionaris van Zeeland (22-09-1785 - 24-04-1788).
Toen het Pruisische leger in 1787 de Republiek binnenviel om de macht van stadhouder Willem V van Oranje-Nassau te herstellen tegen de opstandige patriotten, werd de prinsgezinde Van de Spiegel naar Den Haag gehaald om als raadpensionaris van Holland de Republiek te leiden. Het jaar daarop sloot hij een bondgenootschap met Pruisen en Engeland. Hij werkte aan voorstellen om de vastgelopen samenwerking van de zeven Nederlandse gewesten weer vlot te trekken. Maar hij had niet begrepen hoe weinig tijd hij had, en de meeste provincies hadden dat nog minder. Zeven jaar later had hij nog niets bereikt.
In 1795 wist het Franse leger de Republiek der Zeven Verenigde Nederlanden te overwinnen. De Bataafse Republiek werd geproclameerd, en Van de Spiegel werd vastgezet in de Gevangenpoort in het Huis ten Bosch en later in het kasteel van Woerden. Twee jaar later werd hij, zonder verdere verklaring, weer vrijgelaten. Omdat hij een inval van de Russen en Engelsen vreesde, vestigde hij zich in het Pruisische Lingen, waar het stadhouderlijk hoofdkwartier in ballingschap was gevestigd. Daar werkte hij in dienst van de Prins van Oranje aan een nieuwe staatsregeling voor na de bevrijding. Deze was klaar toen in september 1799 een Engels-Russische vloot landde in Noord-Holland. Wanneer deze bevrijdingsactie zou zijn geslaagd, zouden volgens de grondwet van Van de Spiegel slechts marginale wijzigingen zijn aangebracht in de inrichting van de Republiek. Het volgend jaar stierf de ex-pensionaris in Lingen.

## Wetenschappelijke betekenis
Van de Spiegel werd door zijn tijdgenoten beschouwd als een geleerde wiens werk van grote betekenis was voor de geschiedenis van het recht. Hij liet een uitgebreide collectie van brieven na en diverse verhandelingen over het functioneren van het recht, de politiek en het landsbestuur. Een van zijn bekendste bestuurskundige werken, postuum verschenen in 1806, is de Schets der Regeerkunde die door de grondlegger van de Nederlandse bestuurskunde Gerrit van Poelje wordt aangeduid als een bestuursleer avant la lettre. Zijn leven en zijn werk hebben daarmee in het teken gestaan van het slaan van een brug tussen de wetenschap en de praktijk van het openbaar bestuur.

## Archief
In het Nederlands Nationaal Archief wordt het archief-Van de Spiegel bewaard dat uit een enorme collectie van door de raadpensionaris zelf verzamelde bescheiden bestaat uit (voornamelijk) zijn publieke, politieke leven als secretaris en raadpensionaris van Zeeland en later van Holland, gedurende de Patriottentijd en de Restauratie.  De correspondentie, rapporten en stukken gaan over binnenlandse en buitenlandse aangelegenheden van financiële, juridische, economische, militaire en politieke aard. Het stadhouderlijk huis van Oranje neemt daarin een belangrijke plaats in, maar ook de verhouding met buitenlandse mogendheden.

Van de Spiegel verzamelde en bewaarde, behalve stukken van familieleden, ook veel documenten betreffende de Unie van Utrecht, waarvan hij een geschiedenis had willen schrijven.
- Bibliothèque nationale de France: cb15120623r (data)
- Biografisch Portaal: 00447384
- Digitale Bibliotheek voor de Nederlandse Letteren: spie011
- Gemeinsame Normdatei: 100591965
- International Standard Name Identifier: 0000 0000 4517 171X
- Library of Congress Control Number: nr90011112
- Nederlandse Thesaurus van Auteursnamen: 068432550
- Virtual International Authority File: 2817370
- WorldCat: E39PBJm9764cRvWgtcd4BvMMfq